# Roswell P. Flower
Roswell Pettibone Flower, född 7 augusti 1835 i Theresa i Jefferson County, New York, död 12 maj 1899 i Eastport i Suffolk County, New York, var en amerikansk demokratisk politiker.
Flower var ledamot av USA:s representanthus 1881–1883 och 1889–1891. Därefter var han guvernör i delstaten New York 1892–1894.
Hans grav finns på Brookside Cemetery i Watertown, New York.